# Cabo Cañaveral (Florida)

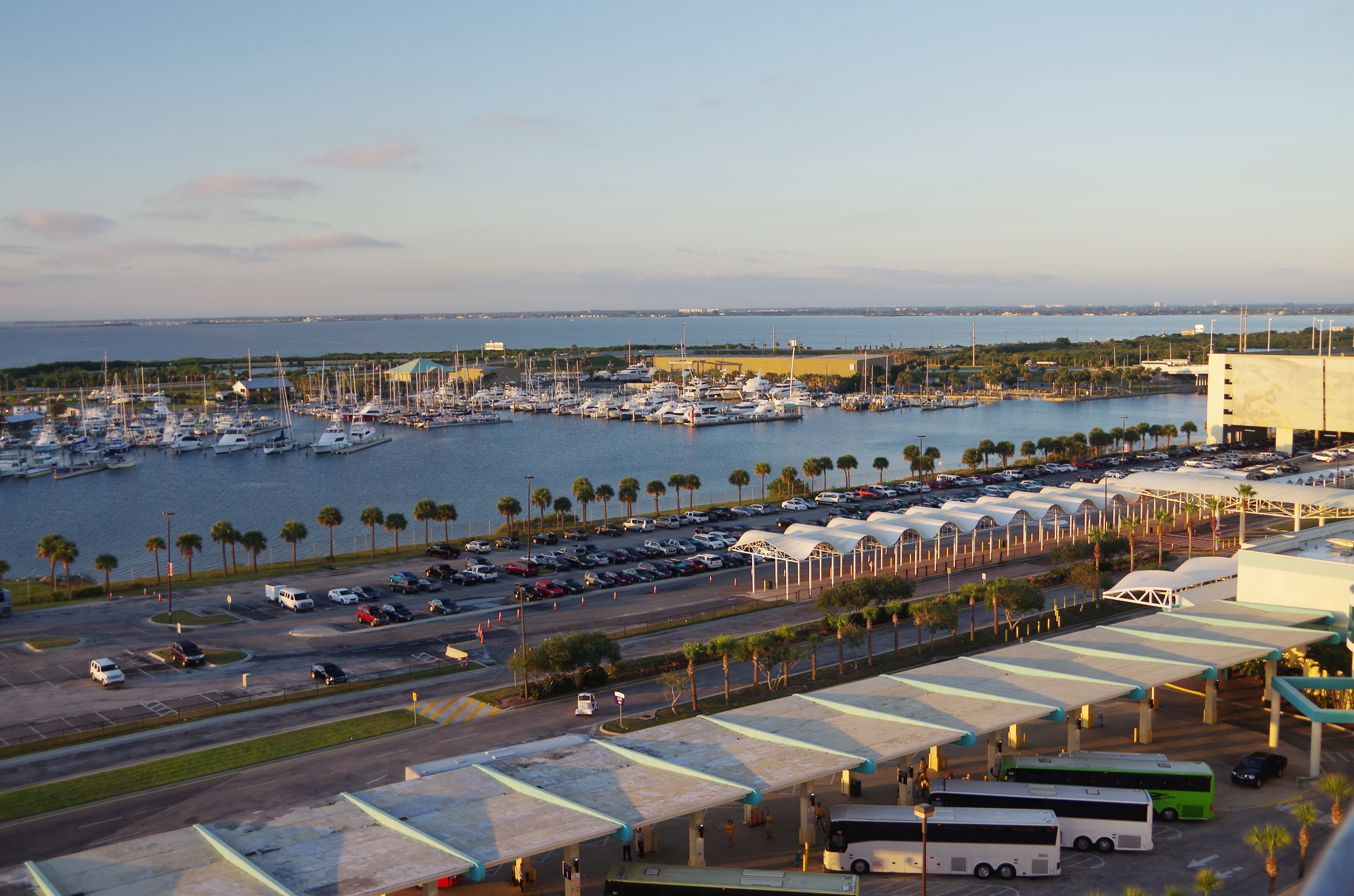
Marina del Puerto de Cabo Cañaveral

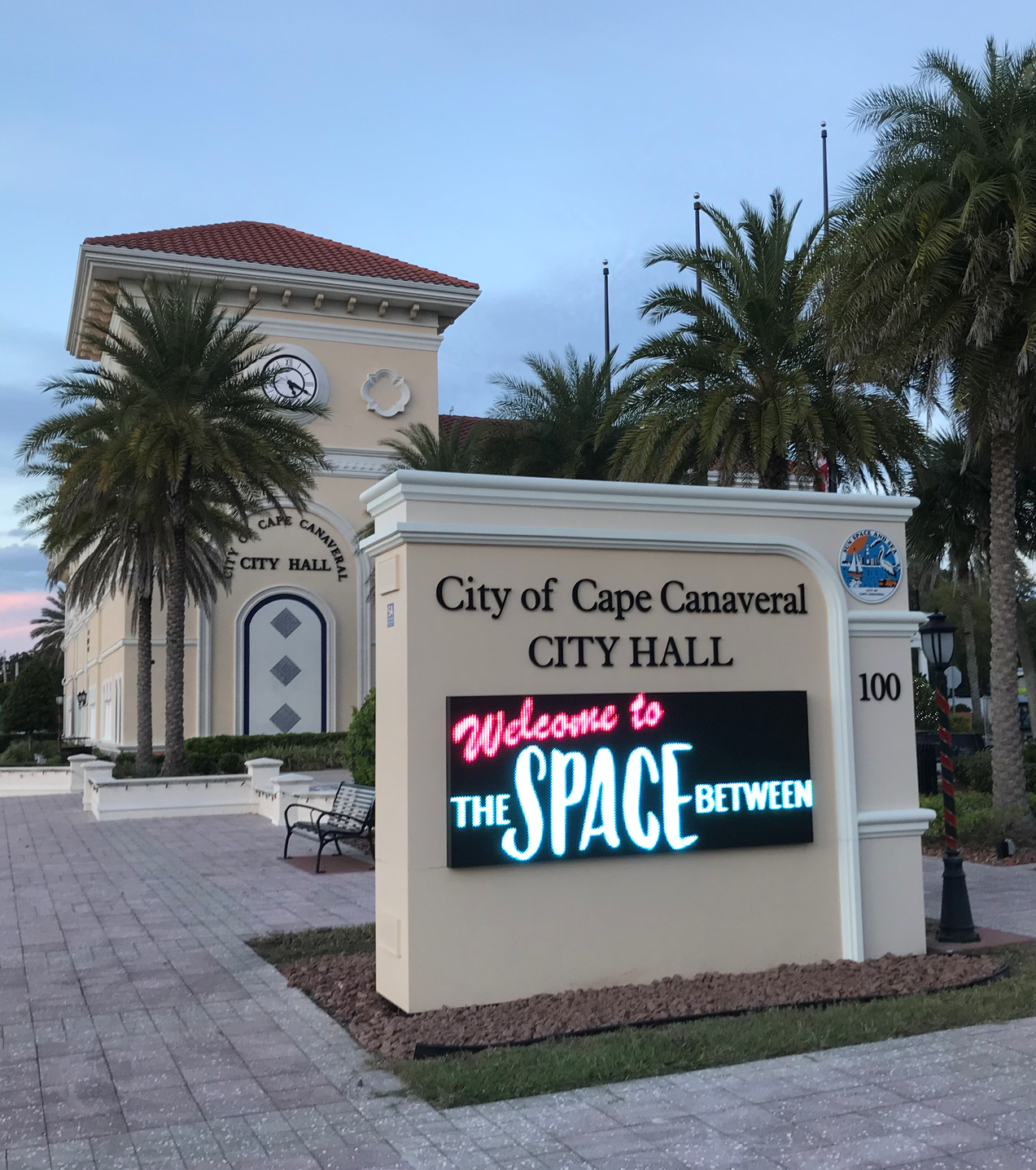
Ayuntamiento de Cabo Cañaveral

Cabo Cañaveral es una ciudad ubicada en el condado de Brevard, Florida, Estados Unidos. Según el censo de 2020, tenía una población de 9,972 habitantes.

## Geografía
Cabo Cañaveral está ubicada en las coordenadas 28°23′36″N 80°36′17″O / 28.39333, -80.60472 (28.393226, -80.604791). Según la Oficina del Censo de los Estados Unidos, Cabo Cañaveral tiene una superficie total de 5.85 km², de la cual 5.75 km² corresponden a tierra firme y 0.10 km² es agua.

## Demografía
Según el censo de 2020, hay 9972 personas residiendo en Cabo Cañaveral. La densidad de población es de 1734.26 hab./km². El 86.7% son blancos, el 2.2% son afroamericanos, el 0.5% son amerindios, el 1.6% son asiáticos, el 0.06% son isleños del Pacífico, el 2.2% son de otras razas y el 6.8% son de dos o más razas. Del total de la población, el 6.4% son hispanos o latinos de cualquier raza.

## Economía

### Turismo
El turismo juega un papel importante en la economía, como en el resto de las comunidades costeras del estado de Florida.

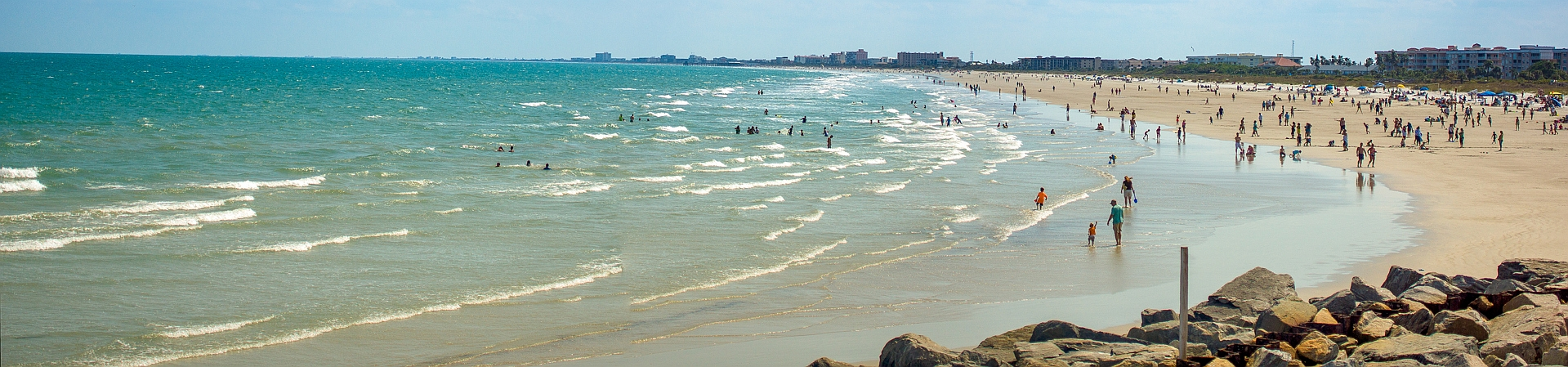
Playa en Cabo Cañaveral, Florida

## Ciudades hermanas
- Kloten, Zúrich, Suiza
- Sagres, Faro, Portugal
- Guidonia Montecelio, Lazio, Italia
- Fonte Nuova, Lazio, Italia
- Ítaca, Grecia